# 鴎浦県
鴎浦県（おうほ-けん）は中華民国初期及び満州国に存在した県。

## 地理
鴎浦県は現在の黒竜江省呼瑪県北部、黒竜江上流右岸に位置した。

## 歴史
1929年2月1日に設置された鴎浦設治局（旧西門県佐）を前身とする。同月14日に省行公署令により三等県として鴎浦県が設置され、県署は老街基島（現在の鴎浦郷政府の北西3km）に設置され、高式琦が初代県長に就任、黒竜江省黒河市の管轄とされた。
満州国が成立すると1936年に黒河省の管轄とされ、県署が現在の鴎浦郷に移転している。1947年3月に鴎浦県が廃止となり、呼瑪県に編入されている。